# Blå linjen (Libanon)

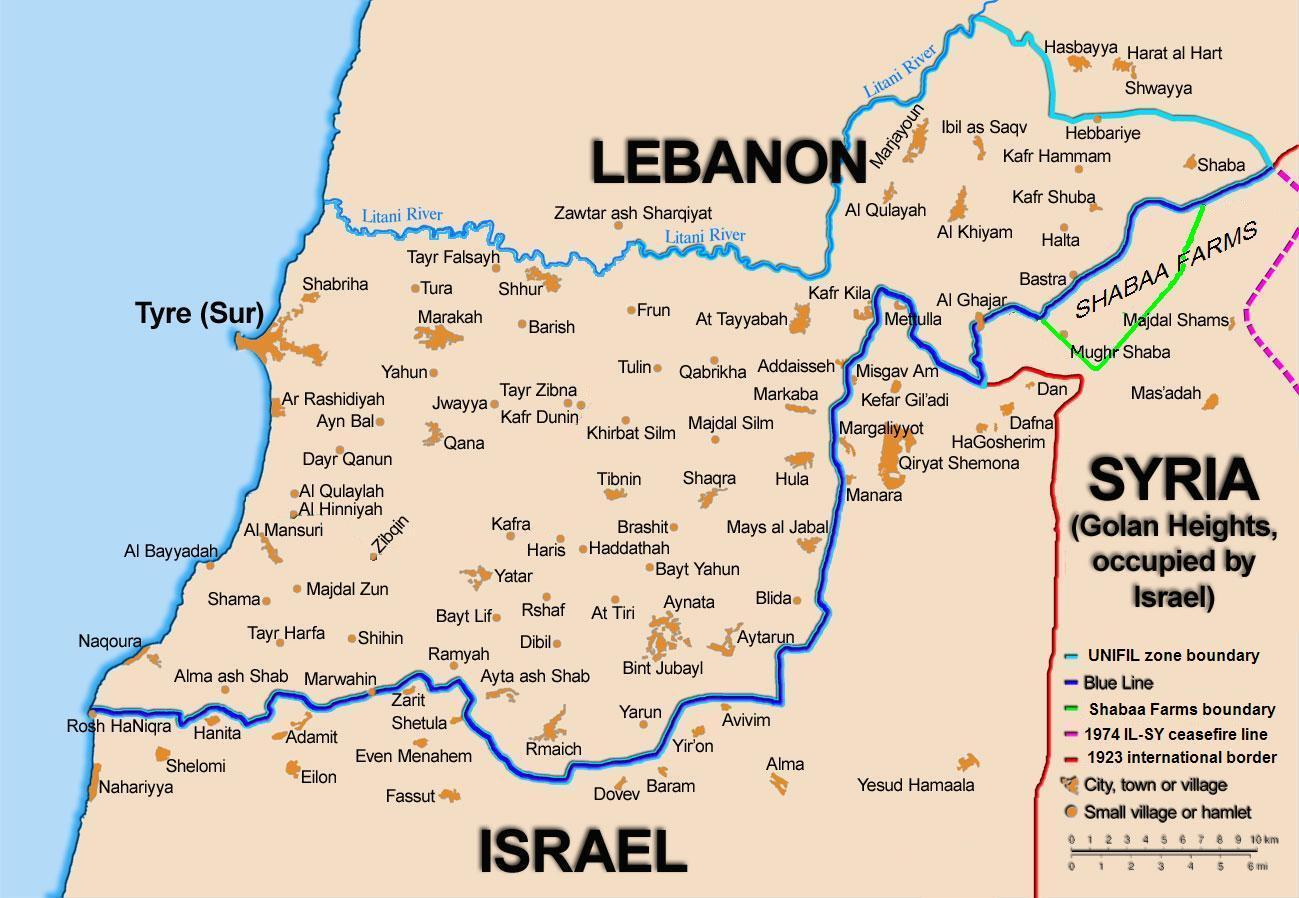
Den blå linjen följer gränsen mellan Israel och Libanon. På gränsen mellan Golanhöjderna och Libanon finns en förlängning som inte är en del av blå linjen.

Den blå linjen är en demarkationslinje mellan Libanon och Israel som publicerades av FN den 7 juni 2000 med syftet att bestämma ifall Israel hade fullgjort tillbakadragandet från Libanon. Samtidigt infördes en fortsättningslinje för att markera Israels tillbakadragande mellan Libanon och de ockuperade Golanhöjderna och Shebaagårdarna som dock uttryckligen inte skulle kallas "blå linjen" och som inte skulle anses vara en laglig internationell gräns enligt FN.

## Bakgrund
Se även: Libanons historia
Den 11 mars 1978 utförde PLO ett attentat i norra Israel. Israel svarade med att invadera södra Libanon, som PLO använde som bas för attacker mot Israel under 1970-talet. Invasionen inleddes natten mellan 14 och 15 mars och den israeliska armén ockuperade hela södra Libanon upp till Litanifloden, med undantag av staden Tyros med omgivning. Operationen kallas Operation Litani. 
Den 15 mars 1978 lämnade den libanesiska regeringen in en skarp protest mot Israels invasion till FN:s säkerhetsråd. I protesten hävdade Libanon att de inte hade något att göra med det palestinska attentatet. Den 19 mars 1978 antog säkerhetsrådet resolution 425 som krävde att Israel "genast drar tillbaka sina styrkor från allt libanesiskt territorium". Säkerhetsrådet bestämde också att en FN-styrka, Unifil, omedelbart skulle skapas. Deras uppdrag var bland annat att bekräfta Israels tillbakadragande. De första Unifil-trupperna anlände den 23 mars 1978. 
Den 6 juni 1982 invaderade Israel på nytt Libanon för att driva ut PLO. 1985 lämnade israelerna delar av Libanon men stannade kvar i vad man kallade en "säkerhetszon" i södra Libanon.

## Definition
Den blå linjen baseras på den israeliska arméns positioner innan 14 mars 1978, och ska inte förväxlas med den gröna linjen, som är vapestilleståndslinjen från 1948 års arab-israeliska krig. 
1923 påbörjade Frankrike och Storbritannien en gränsdragning mellan sina NF-mandat, dagens Israel och Libanon, men detta avslutades aldrig. Gränser förhandlas oftast fram mellan länder, och mellan 1950 och 1967 försökte israeler och libaneser under FN:s tillsyn slutföra gränsdragningen. De hann märka ut och komma överens om 25 kilometer av gränsen. Ytterligare en fjärdedel av gränsen märktes ut men dokumenten skrevs aldrig under. Sedan avbröts man av sexdagarskriget. 
Den 17 april 2000 förklarade Israels premiärminister Ehud Barak att man skulle börja dra tillbaka sina styrkor från Libanon. Den libanesiska regeringen ville inte delta i utmärkning av gränsen. FN fick därför själva bestämma gränsen för tillbakadragandet, med utgångspunkt från resolution 425.
Den 25 maj 2000 meddelade Israel FN:s generalsekreterare att man hade dragit tillbaka sina styrkor i enlighet med resolution 425. Kraven gällande resolutionen beskrevs i en rapport av generalsekreterare från 22 maj. Rapporten godkändes av säkerhetsrådet den 23 maj.
24 maj till 7 juni 2000 reste FN:s speciella sändebud till Israel, Libanon och Syrien för att göra en uppföljning av tillbakadragandet. FN-arbetare försökte fastställa en linje som skulle kunna användas för att bestämma om Israel fullgjort tillbakadragandet. Även om det inte var en formell gränsdemarkation så var målet att få till stånd en linje som stämde överens med Libanons internationellt erkända gränserna, baserat på de bästa dokumenten som fanns att tillgå.
Arbetet var klart den 7 juni. Unifil överlämnade kartan med tillbakadragningslinjen till Israel och Libanon. Båda länders regeringar sa att de skulle respektera linjen. Den 8 juni började Unifil arbetet med att verifiera Israels tillbakadragande till linjen. 
Den 16 juni rapporterade FN:s generalsekreterare till säkerhetsrådet att Israel hade dragit tillbaka sina trupper från Libanon i enlighet med resolution 425 och tillmötesgått kraven i hans rapport från 22 maj. Kraven hade varit ett komplett tillbakadragande till FN:s linje, att Sydlibanesiska armén (SLA), som samarbetade med Israel, skulle avväpnas och att alla fångar från Al-Khiam-fängelset skulle frigivas. FN har därefter kallat linjen för blå linjen.
Libanon hävdar att tillbakadragandet inte varit komplett och att bland annat Shebaaområdet, som Israel ockuperar, tillhör Libanon.